# Geoffrey Dernis

v

Geoffrey Dernis (* 24. Dezember 1980 in Grande-Synthe) ist ein französischer ehemaliger Fußballspieler.

## Karriere

### Verein
Dernis kommt aus der Jugendabteilung des OSC Lille. Bereits mit 17 Jahren stieß er in die erste Mannschaft und absolvierte in der Saison 1999/00 sein Debüt als Profi beim damaligen Zweitligisten. Am Saisonende konnte er mit Lille den Aufstieg in die Ligue 1 feiern. Dort angekommen kam er jedoch während der gesamten Spielzeit auf nur zwei Einsätze und verließ den Verein deshalb auf Leihbasis zum ES Wasquehal. Bei dem Zweitligisten konnte Dernis in den folgenden beiden Jahren Spielpraxis sammeln, um dann 2003 zu Lille zurückzukehren und sich auch dort dauerhaft in die erste Mannschaft zu spielen. 2004 gewann er den UEFA Intertoto Cup mit seiner Mannschaft. 2006 wechselte der Mittelfeldspieler dann ablösefrei zur AS Saint-Étienne. Seit der Saison 2009/10 spielt Dernis beim Erstligisten HSC Montpellier und erreichte dort in seiner ersten Saison – durch einen fünften Platz – die UEFA Europa League. Dort scheiterte die Mannschaft allerdings in der 3. Qualifikationsrunde am Győri ETO FC und stieg auch in der Liga als Tabellenvierzehnter fast ab. Anschließend erzielte Dernis jedoch fünf Tore in 20 Spielen und war somit am überraschenden Gewinn der französischen Meisterschaft beteiligt. Zur Saison 2012/13 unterschrieb der Stürmer einen Vertrag beim Ligakonkurrenten Stade Brest.

### Nationalmannschaft
Für die U-17-Nationalmannschaft Frankreichs bestritt Geoffrey Dernis in den Jahren 1996 und 1997 insgesamt drei Partien.

## Erfolge
- UEFA Intertoto Cup (1): 2004
- Französischer Meister (1): 2012